# Associazione Sportiva Viareggio Calcio 1947-1948
Questa voce raccoglie le informazioni riguardanti l'Associazione Sportiva Viareggio Calcio nelle competizioni ufficiali della stagione 1947-1948.

## Stagione
Decimo campionato di Serie B. (Secondo Livello della piramide calcistica.
Cambio di formula, che comporta al Viareggio la Serie C: su 18 squadre del girone A, 11 verranno retrocesse.
I bianconeri migliorano la posizione dell'anno precedente, ma sarà tutto inutile.

## Rosa
| N. |                   | Ruolo | Calciatore         |
| -- | ----------------- | ----- | ------------------ |
|    | Italia (bandiera) | A     | Sergio Angelini    |
|    | Italia (bandiera) | A     | Giancarlo Bacci    |
|    | Italia (bandiera) | A     | Italo Bandini      |
|    | Italia (bandiera) | D     | Carlo Beretta      |
|    | Italia (bandiera) | A     | Valdemaro Bianchi  |
|    | Italia (bandiera) | D     | Licio Bianucci     |
|    | Italia (bandiera) | D     | Rodolfo Bonaccorsi |
|    | Italia (bandiera) | C     | Giuseppe Cammilli  |
|    | Italia (bandiera) | D     | Giuseppe Cellai    |
|    | Italia (bandiera) | A     | Franco Di Cocco    |

| N. |                   | Ruolo | Calciatore          |
| -- | ----------------- | ----- | ------------------- |
|    | Italia (bandiera) | C     | Ivo Gabrielli       |
|    | Italia (bandiera) | A     | Ermanno Mucchi      |
|    | Italia (bandiera) | C     | Josè Paolinelli     |
|    | Italia (bandiera) | P     | Enzo Parissi        |
|    | Italia (bandiera) | A     | Renzo Pini          |
|    | Italia (bandiera) | A     | Ercole Rabitti      |
|    | Italia (bandiera) | D     | Socrate Salmoiraghi |
|    | Italia (bandiera) | A     | Floriano Santini    |
|    | Italia (bandiera) | P     | Giovanni Tavoletti  |
|    | Italia (bandiera) | A     | Vinicio Viani       |